# The Decision (film 1918)
The Decision è un cortometraggio muto di propaganda del 1918. Il nome del regista non viene riportato nei crediti del film, interpretato da William Duncan, girato per pubblicizzare il prestito di guerra.

## Produzione
Il film fu prodotto dalla Vitagraph Company of America e dalla Liberty Loan Committee per una raccolta di fondi, all'epoca della prima guerra mondiale, per la United States Fourth Liberty Loan Drive.

## Distribuzione
Distribuito dalla Vitagraph Company of America, il film - un cortometraggio in una bobina - uscì nelle sale cinematografiche statunitensi nell'ottobre 1918.